# Septizodium

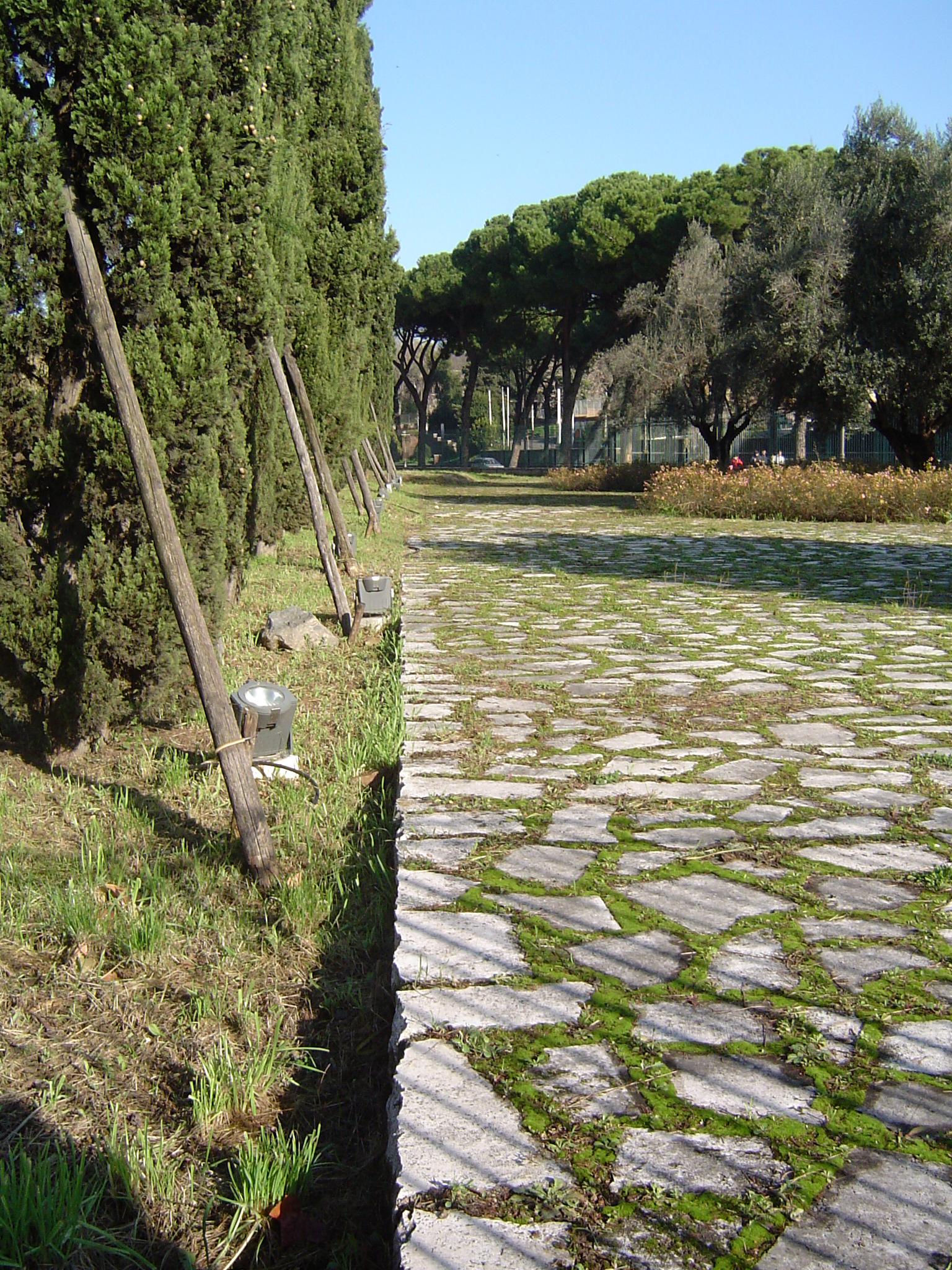
El trazado del Septizodium en la base del Palatino.

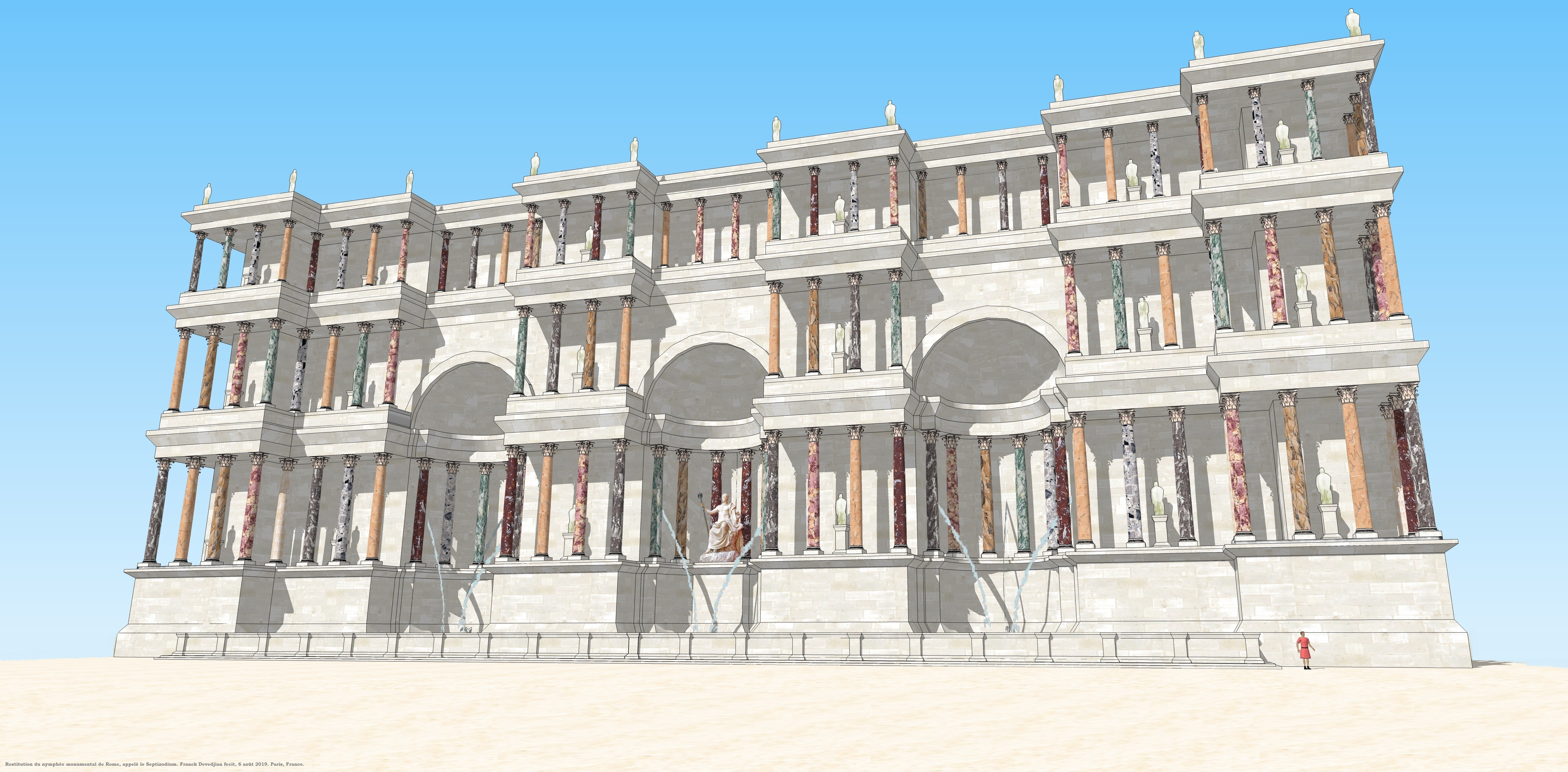
Reconstrucción en 3D del Septizodium.

El Septizodium o Septizodio (también llamado Septizonium o Septicodium en latín) fue una monumental fachada con aspecto de ninfeo, o quizás escena teatral vitruviana en varios pisos de columnas, construida por orden del emperador Septimio Severo (193–211) al pie de la colina palatina, en Roma. Era la nueva fachada monumental del palacio imperial en el Palatino, de cara a la Vía Apia, en un ala añadida por Septimio Severo.

## Historia
Las fuentes mencionan un primer septizonium, construido antes del año 40, cerca del cual estaba la casa en la cual nació el futuro emperador Tito.
El imponente edificio severiano, de casi 100 metros de largo, surgía en el valle entre el Celio y el Palatino, junto al Circo Máximo, a lo largo de la Vía Apia. Según las fuentes, el emperador quiso impresionar con esta obra a aquellos que llegasen a Roma desde el sur, en particular a sus coterráneos africanos. Es probable que constituyese una especie de quinta escénica al sur del conglomerado de los palacios severianos. Por un breve espacio de tiempo albergó la tumba del emperador Geta, hijo de Septimio Severo.
El nombre sugiere una estructura de siete pisos, a pesar de que en los grabados, incluso los más antiguos, son visibles sólo tres. La razón es que en realidad el septizodio era una estructura hídrica monumental, que contenía las estatuas (en orden) de Saturno, Sol, Luna, Marte, Mercurio, Júpiter y Venus. Se conocen otros ejemplos de septizodio, pero están todos (con excepción del de Roma, claro está) en África: Henschir Bedd, Lambaesis, Lilybeum y Cincari.
El edificio ya se encontraba en ruinas a finales del siglo VIII, y lo que se mantuvo en pie se convirtió en uno de los bastiones de los barones desde los que durante la Edad Media se dominó lo que quedaba de Roma. Derrumbada la sección central, las dos partes restantes de las ruinas fueron llamadas Septiem solia maior y Septem solia minor. Los restos de la estructura debieron de entrar a formar parte del sistema de fortificaciones Frangipane, teniendo en cuenta que la viuda de Graziano Frangipane —que en 1223 alojó allí cerca, en la Torre Moletta, a su amigo y maestro Francisco de Asís— fue llamada Jacopa de' Settesoli.
Es el lugar donde, el 8 de enero de 1198, se celebró el primer cónclave de la historia, por el cual resultó elegido Inocencio III.
La destrucción y la sustracción de materiales continuaron a lo largo de los siglos. La demolición definitiva se debió a Sixto V; el arqueólogo y topógrafo italiano Rodolfo Lanciani (1845–1929) describió al detalle cómo las antiguas piedras acabaron revistiendo media Roma:

El resto fue destruido por Sixto V en el invierno de 1588–1589 a manos de su arquitecto Domenico Fontana. Los trabajos costaron al Papa 905 escudos, abundantemente recompensados por el peperino, travertino, mármoles raros y columnas extraídas.
Treinta y tres bloques de piedra se utilizaron en la construcción del obelisco de la Piazza del Popolo, 104 bloques de mármol en la restauración de la Columna Antonina, incluida la base de la estatua de San Pablo que la corona; 15 en la tumba del Papa en la Capilla del Pesebre de Santa María la Mayor, y otros tantos en la tumba de Pío V, la escalinata de la Casa dei Mendicanti junto al Ponte Sisto, el «lavadero» de las Termas de Diocleciano, la puerta del Palazzo della Cancelleria, la fachada norte de San Giovanni in Laterano, con el patio y escalera, y por último, la iglesia de San Giacomo degli Schiavoni, se beneficiaron de los restos de Septizodium.
Rodolfo Lanciani, Rovine e scavi di Roma antica, Roma 1985, p. 168.

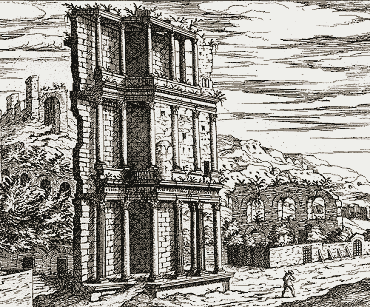
Grabado de 1580
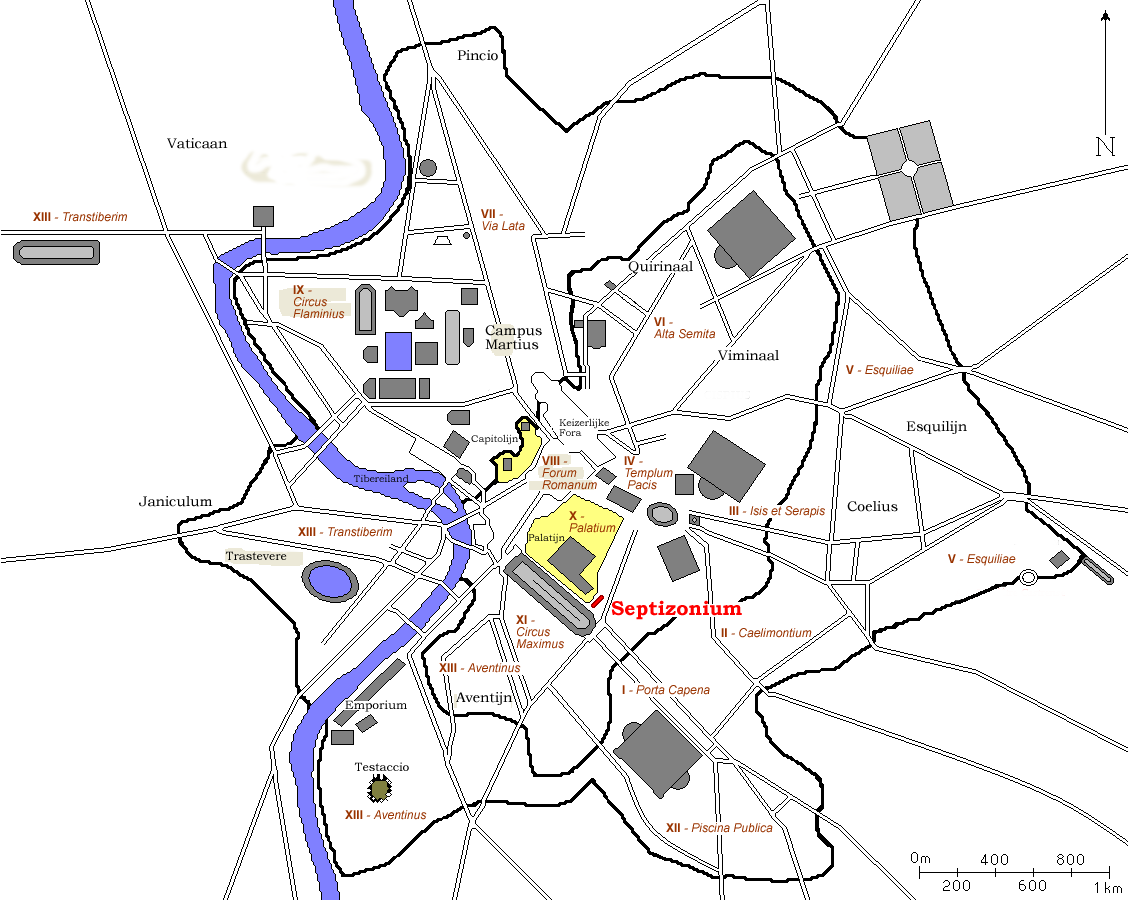
Situación del Septizodium